# Dammsugare (bakverk)
Punschrulle, populärt kallad dammsugare och många andra smeknamn, är ett litet avlångt bakverk med ett hölje av marsipan. Marsipanen färgas traditionellt sett grön och ändarna doppas i choklad. Innanmätet är en kaksmulsblandning då man använder kakrester som innehåll där man även oftast blandar in arrak, smör och kakao. Ordet punschrulle är belagt i svenska språket åtminstone sedan 1967.
Industriellt tillverkade punschrullar innehåller vanligen arom istället för alkoholhaltig dryck. Enligt Livsmedelsverket är det då ingen fara för gravida att konsumera.
Punschrullen har osäkert ursprung. Det finns olika berättade historier om hur den antas ha kommit till. Mats Karlsson, som recenserat minst 250 punschrullar, har beskrivit några teorier i publicerade verk. Den tidigaste teorin är från Boden under 1920-talet där den sägs ha kallats trådrulle. Andra historier är från mitten av 1900-talet.
Det är även osäkert hur den fick smeknamnet dammsugare. En teori är att bakverkets utformning påminner om de tubformade dammsugare som var vanliga i hemmen från 1920-talet och flera decennier framåt. En annan teori är att fyllningen bestod av överblivna kak- eller brödsmulor och att den gamla smaken doldes genom att doppa dem i punsch eller arrak. Sven Faringer i Drottningholm har hävdat att han kom på namnet dammsugare 1968, när han gjorde lumpen i Norrtälje.
Dammsugarens dag eller punschrullens dag infaller den 7 mars. Det sägs ha varit en privatperson som kom med idén till temadagen med ett Facebookinlägg den 7 mars 2013.

## Varianter
Flera varianter på fyllningen kan förekomma. Främst rullar med mörk fyllning samt rullar med ljus fyllning, ofta sockerkaka dränkt i arrak. Därtill kan man lägga exempelvis sylt, havregryn eller annat.
Danska varianter kallas træstammer.
Det finns även en nederländsk variant kallad mergpijpje. Den har en helt annan fyllning och beige eller vit marsipan.

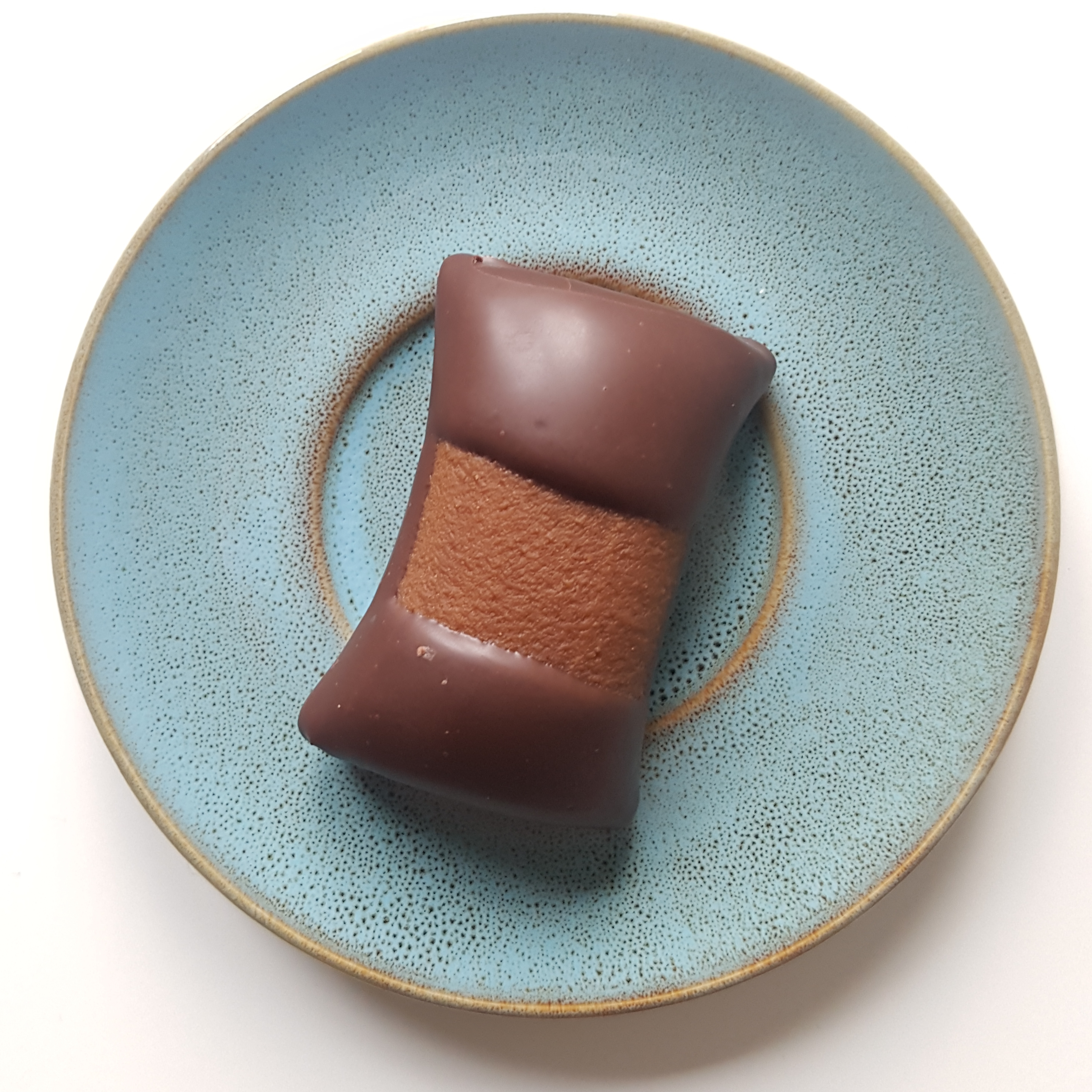
Varianten pepparkaksrulle.
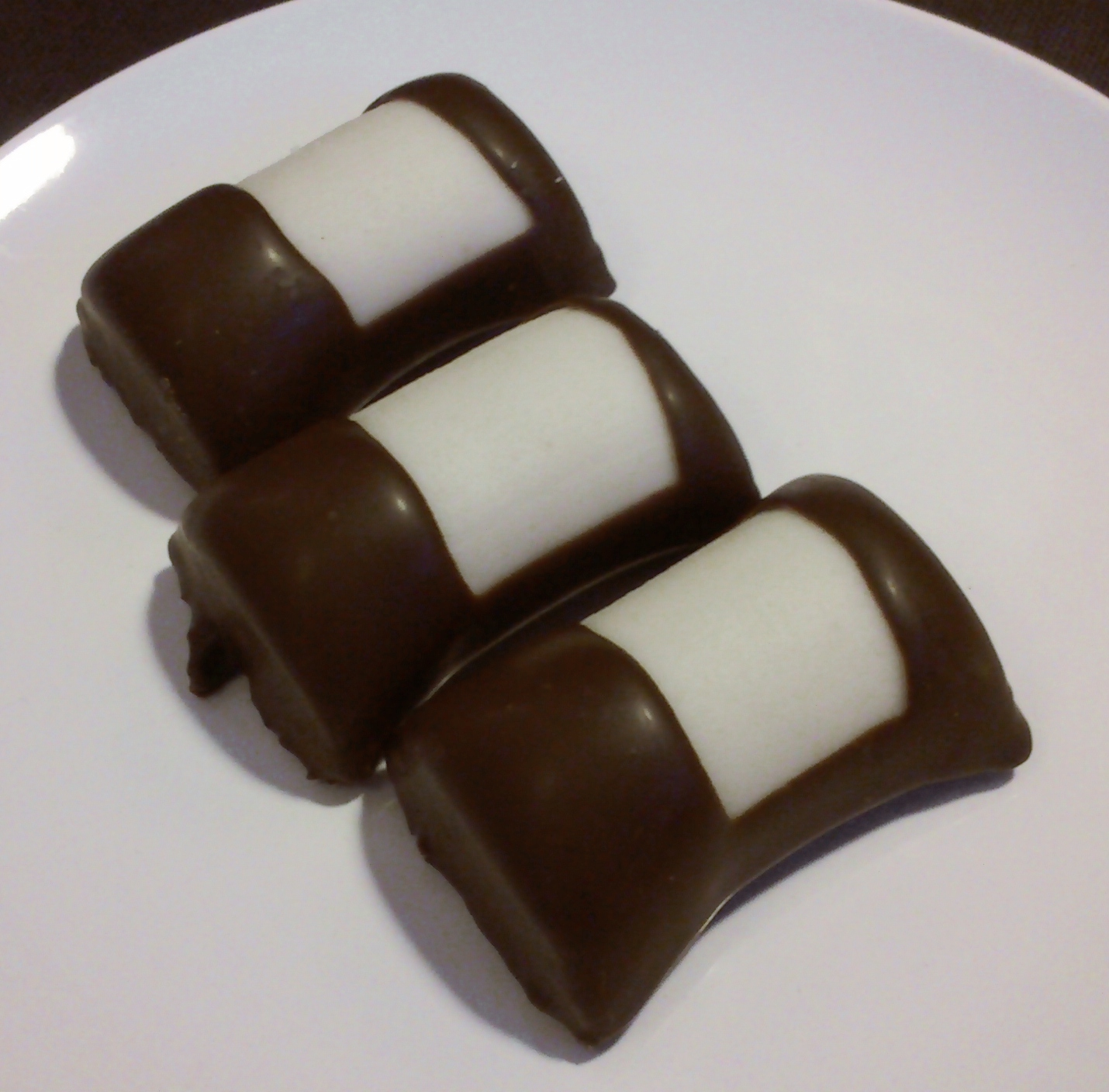
Danska træstammer.
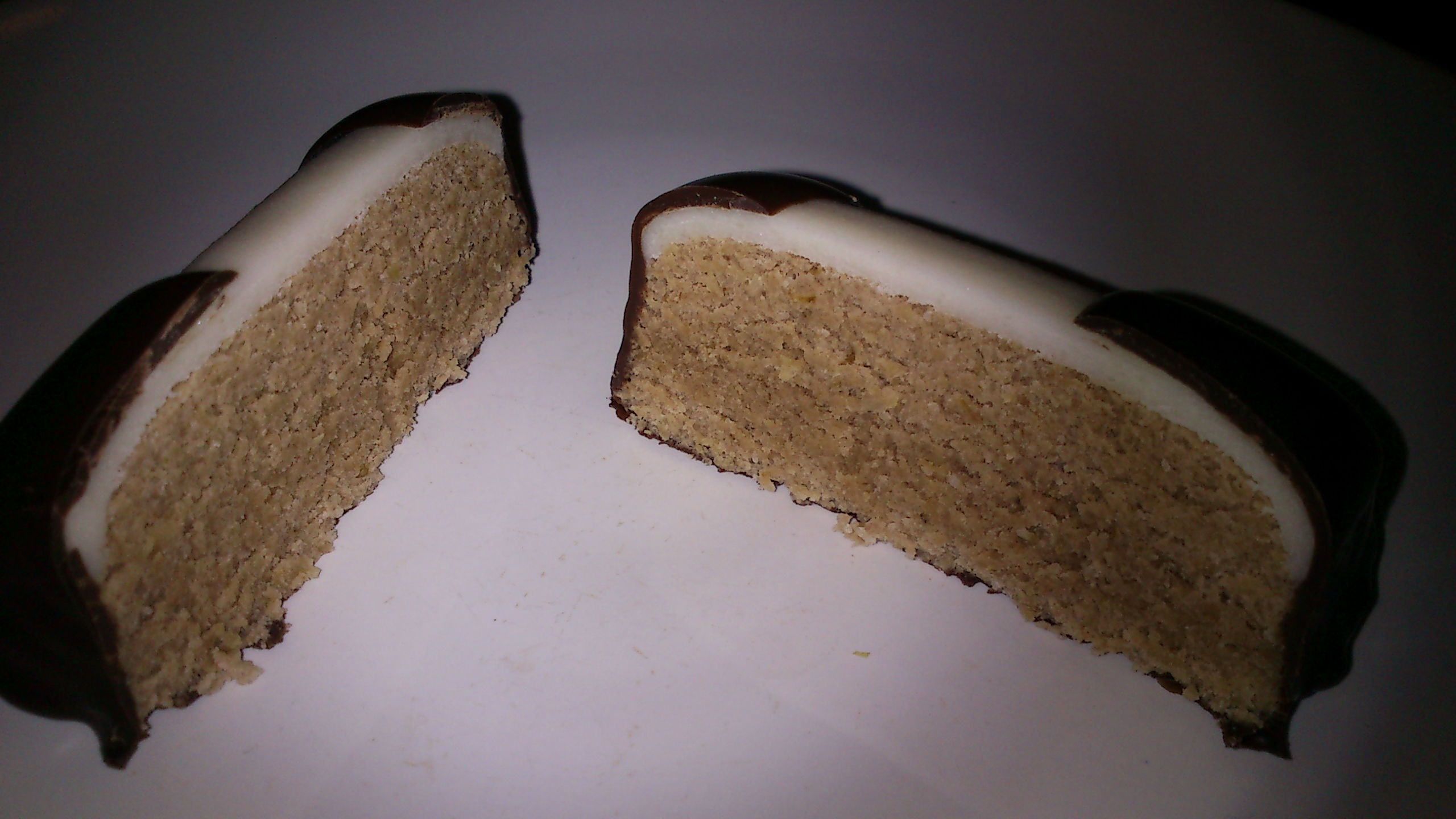
Træstammer i genomskärning.
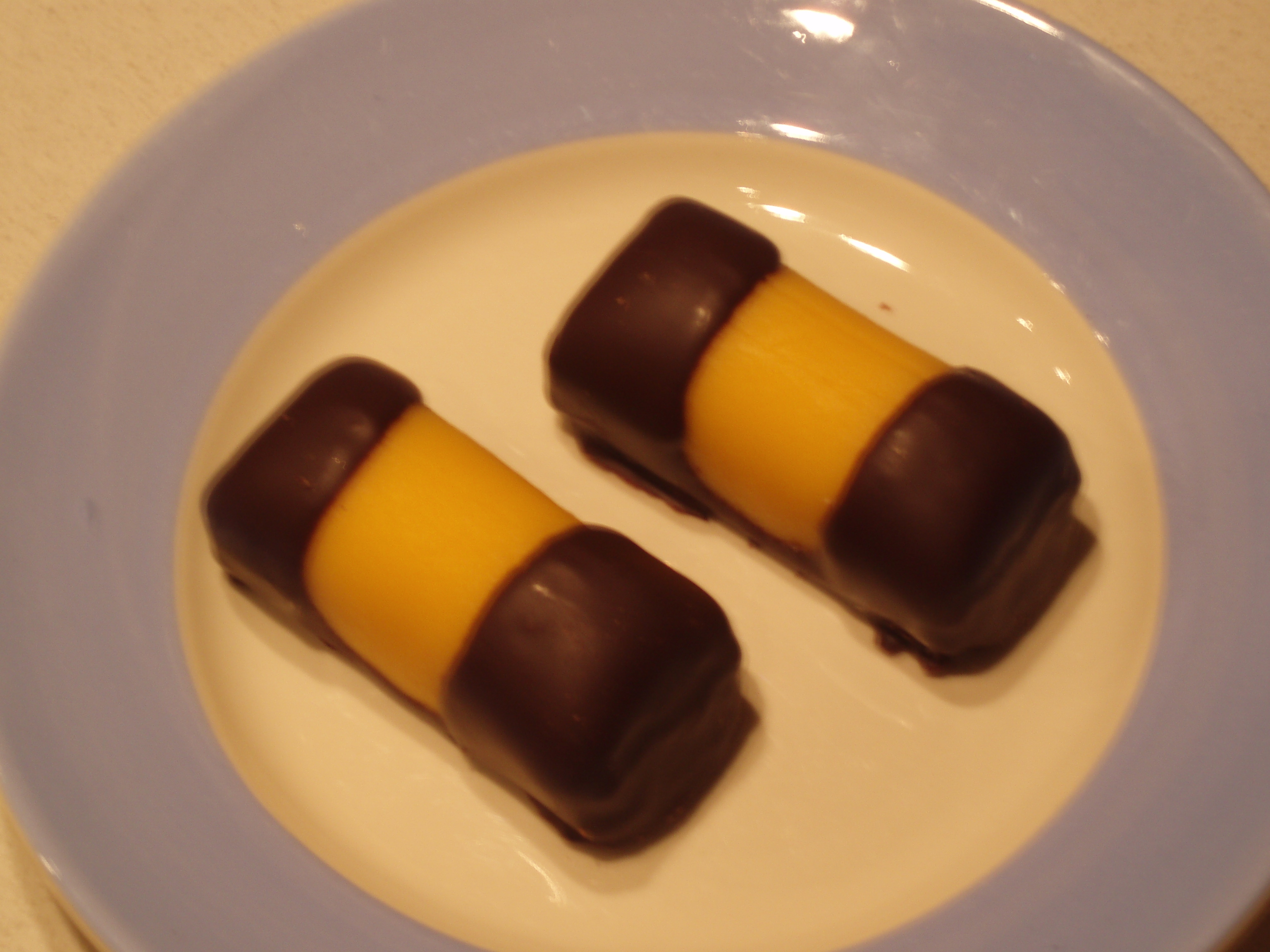
Nederländsk mergpijpje som utseendemässigt påminner om dammsugare, men inte innehållsmässigt.